# Тонала (муниципалитет Халиско)
Тонала́ (исп. Tonalá) — муниципалитет в Мексике, штат Халиско, с административным центром в одноимённом городе. Численность населения, по данным переписи 2020 года, составила 569 913 человек.

## Общие сведения
Название Tonalá с языка науатль можно перевести как — место, где восходит солнце.
Площадь муниципалитета равна 145,9 км², что составляет 0,2 % от площади штата, а наивысшая точка — 1653 метра, расположена в административном центре.
Он граничит с другими муниципалитетами Халиско: на севере и востоке с Сапотланехо, на юго-востоке с Хуанакатланом, на юге с Эль-Сальто, на западе c Сан-Педро-Тлакепаке и Гвадалахарой.

## Учреждение и состав
Муниципалитет был образован 17 сентября 1873 года, по данным 2020 года в его состав входит 51 населённый пункт, самые крупные из которых:
| Код INEGI                  | Населённый пункт                                                                                | Численность населения (2005 год) | Численность населения (2010 год) | Численность населения (2020 год) |
| -------------------------- | ----------------------------------------------------------------------------------------------- | -------------------------------- | -------------------------------- | -------------------------------- |
| 101                        | Всего                                                                                           | 408729                           | 478689                           | 569913                           |
| 0001                       | Тонала (исп. Tonalá) 20°37′24″ с. ш. 103°14′44″ з. д. (административный центр)                  | 374258                           | 408759                           | 442440                           |
| 0009                       | Коюла (исп. Coyula) 20°39′30″ с. ш. 103°13′36″ з. д.                                            | 11439                            | 29674                            | 64886                            |
| 0022                       | Мисмалоя (исп. Mismaloya) 20°36′18″ с. ш. 103°10′12″ з. д.                                      | 9                                | 2356                             | 8585                             |
| 0034                       | Колинас-де-Тонала (исп. Colinas de Tonalá (San Nicolás)) 20°36′52″ с. ш. 103°12′10″ з. д.       | —                                | —                                | 8405                             |
| 0031                       | Сан-Франсиско-де-ла-Соледад (исп. San Francisco de la Soledad) 20°34′02″ с. ш. 103°11′03″ з. д. | 790                              | 3713                             | 8049                             |
| 0027                       | Ла-Пунта (исп. La Punta) 20°34′09″ с. ш. 103°12′34″ з. д.                                       | 1621                             | 4889                             | 6341                             |
| 0026                       | Пуэнте-Гранде (исп. Puente Grande) 20°34′06″ с. ш. 103°09′25″ з. д.                             | 5477                             | 5664                             | 6050                             |
| 0038                       | Эль-Вадо (исп. El Vado) 20°36′32″ с. ш. 103°09′27″ з. д.                                        | 282                              | 541                              | 5618                             |
| —                          | Прочие                                                                                          | 14853                            | 23093                            | 19539                            |
| Названия на карте Генштаба |                                                                                                 |                                  |                                  |                                  |

## Экономическая деятельность
По статистическим данным 2000 года, работоспособное население занято по секторам экономики в следующих пропорциях:
- сельское хозяйство и скотоводство — 1,5 %;
- промышленность и строительство — 43,1 %;
- торговля, сферы услуг и туризма — 52,8 %;
- безработные — 2,6 %.

## Инфраструктура
По статистическим данным 2020 года, инфраструктура развита следующим образом:
- электрификация: 99,8 %;
- водоснабжение: 96,4 %;
- водоотведение: 99,8 %.